# アートランド
株式会社アートランド（英: ARTLAND Inc.）は、かつて存在した日本のアニメ制作会社。株式会社マーベラスの完全子会社であった。1978年9月14日に有限会社アートランド（英: ARTLAND Inc.）として設立され、2006年5月29日に株式会社へ改組。2010年12月21日に企画・制作部門を会社分割して新設の株式会社アニメーションスタジオ・アートランド（英: ANIMATION STUDIO ARTLAND Inc.）に承継した。株式会社アートランドは、2015年4月1日に株式会社マーベラスと合併して解散した。

## 歴史
1978年5月1日、アニメ監督・アニメーターの石黒昇が寝泊まりの場所として、仕事仲間の藤岡正宣らと東京都新宿区高田馬場のマンションを借りてスタートさせたのが始まりである。1978年9月14日に有限会社アートランドとして法人化した。以後、作画・美術・仕上げ・制作スタッフなどを拡充して、『鉄腕アトム』などを手がけた。スタジオも高田馬場の他、新宿区百人町（大久保）、武蔵野市吉祥寺の3箇所体制となった。
1982年には企画から参加した『超時空要塞マクロス』がヒットし、美樹本晴彦、板野一郎、平野俊弘ら若手クリエイターの実力でアニメファンに一躍名を馳せた。その他には、結城信輝、垣野内成美、和田高明、今泉賢一、島田ひろかず、鈴木輪流郎なども所属し、庵野秀明もアルバイトとして一時在籍した。島田の作品『りてーくぐらふぃてぃ』は、当時彼女が所属していた同社をモデルにしており、アニメスタジオ関連の登場キャラクターのモデルは全て、同社の社員だった人達である。
1985年にはマクロスのスタッフを擁して『メガゾーン23』を元請制作し、OVAとして大ヒットを記録した。しかし、経営悪化から作画部門の一部と背景美術部門を切り離して規模を縮小。作画部門の一部（吉祥寺第2スタジオ）は「D.A.S.T. (Defence Animation Special Team)」、高田馬場スタジオの背景部は「アトリエブーカ」として独立。その後、石黒がシリーズ監督を務める『銀河英雄伝説』で制作協力して会社の業績が改善した。大手制作会社のグロス請けはおよそ13年続き、最盛期には月8本の作品を同時期に手掛けていた。
2000年2月9日に、隣家の新聞店の火災で武蔵境の社屋2階部分が全焼した。ただし制作がデジタルアニメ化されていたため、データ復旧はある程度可能だったという。
2004年の『勇午 〜交渉人〜』（ロシア編）よりテレビアニメの元請制作を始める。2005年の『蟲師』で自社初の2クール作品を手掛け、同作品は東京国際アニメフェア第5回東京アニメアワード・テレビ部門優秀作品賞を受賞、美術監督の脇威志が個人部門で美術賞を受賞した。また、文化庁メディア芸術祭10周年企画「日本のメディア芸術100選」アニメーション部門で総合6位を獲得した。
2006年4月3日、マーベラスエンターテイメントの子会社となり、同年5月29日に株式会社アートランドへ商号変更した。
2010年12月1日、アートランドのアニメーション企画・制作事業を会社分割して新設会社の株式会社アニメーションスタジオ・アートランド（新アートランド）へ承継し、新設会社の全株式をMBO方式で、アートランド代表取締役の岡野国治に譲渡した。新アートランドは岡野がオーナー所有する会社となって同社の代表取締役社長に就任し、アートランドの代表取締役を辞任。
2015年4月1日、マーベラスがグループ経営の効率化を図るため、アートランドを吸収合併。これにより1978年設立のアートランドは消滅した。
2016年6月、中華人民共和国のアニメブランド「HAOLINERS」（ハオライナーズ）を手掛ける上海絵界文化伝播有限公司の日本子会社である絵梦株式会社の出資を受け、資本金を1,305万円に増資した。
納品の延期などで急速に経営が悪化し、2017年7月4日に債務整理を弁護士に一任した。負債総額は2億9884万円（平成28年12月期決算時点）。私的整理による再建を目指すとした。
2017年7月12日、筆頭株主だった絵梦が保有する株式のすべてを株式会社LEVELS（東京都）に譲渡して連結子会社から外した。公式サイトのニュースリリースでは事業継続を発表したものの、本社スタジオは引き払われており、アニメーション制作事業からは事実上撤退している。2018年10月10日、事務所を現住所に移転した。
スタイルが編集・発行した『馬越嘉彦アニメーション原画集第2巻』（2019年7月発売）にアニメーションスタジオ・アートランドが協力としてクレジットされていたことから、版権管理窓口としての営業は2020年現在も継続しているものと見られる。

## 作品履歴

### テレビアニメ
| 開始年 | 放送期間         | タイトル                                          | 制作スタジオ                           | 監督                 | アニメーション プロデューサー | 備考                                                 |
| ------ | ---------------- | ------------------------------------------------- | -------------------------------------- | -------------------- | ----------------------------- | ---------------------------------------------------- |
| 2004年 | 4月 - 5月        | 勇午 〜交渉人〜 2nd Negotiation ロシア編          | アートランド                           | 花井信也             | 渡辺秀信                      |                                                      |
| 2004年 | 9月 - 12月       | カレーの国のコバ〜ル                              | アートランド                           | ひらやまりょう       | わたなべひでのぶ              |                                                      |
| 2005年 | 2月 - 4月        | ギャグマンガ日和                                  | アートランド                           | 大地丙太郎           | N/A                           |                                                      |
| 2005年 | 10月 - 2006年3月 | 蟲師                                              | アートランド                           | 長濵博史             | 渡辺秀信                      |                                                      |
| 2006年 | 5月 - 6月        | 蟲師                                              | アートランド                           | 長濵博史             | 渡辺秀信                      | 第21 - 26話                                          |
| 2006年 | 8月 - 10月       | ギャグマンガ日和2                                 | アートランド                           | 大地丙太郎           | N/A                           |                                                      |
| 2006年 | 7月 - 12月       | 僕等がいた                                        | アートランド                           | 大地丙太郎           | 渡辺秀信                      |                                                      |
| 2006年 | 10月 - 12月      | はぴねす!                                         | アートランド                           | 原博                 | 渡辺秀信                      | アニメーション制作協力：サンシャインコーポレーション |
| 2006年 | 10月 - 2010年9月 | 家庭教師ヒットマンREBORN!                         | アートランド                           | 今泉賢一             | 長谷川康雄 小川文平 渡辺秀信  |                                                      |
| 2007年 | 4月 - 6月        | この青空に約束を― 〜ようこそつぐみ寮へ〜          | アートランド                           | 矢吹勉               | 渡辺秀信                      |                                                      |
| 2007年 | 7月 - 9月        | ケンコー全裸系水泳部 ウミショー                   | アートランド                           | そ〜とめこういちろう | 渡辺秀信                      |                                                      |
| 2008年 | 1月 - 3月        | GUNSLINGER GIRL -IL TEATRINO-                     | アートランド                           | 石踊宏（総） 真野玲  | 渡辺秀信                      |                                                      |
| 2008年 | 10月 - 12月      | 伯爵と妖精                                        | アートランド                           | そ〜とめこういちろう | 渡辺秀信                      |                                                      |
| 2008年 | 10月 - 2009年3月 | TYTANIA -タイタニア-                              | アートランド                           | 石黒昇               | 渡辺秀信 村岡康成             |                                                      |
| 2010年 | 4月 - 6月        | いちばんうしろの大魔王                            | アートランド                           | 渡部高志             | 渡辺秀信                      |                                                      |
| 2011年 | 8月              | 探偵オペラ ミルキィホームズ サマー・スペシャル    | アニメーション スタジオ・ アートランド | 森脇真琴             | N/A                           | 共同制作：J.C.STAFF                                  |
| 2012年 | 1月 - 3月        | 探偵オペラ ミルキィホームズ 第2幕                 | アニメーション スタジオ・ アートランド | 森脇真琴             | 渡辺秀信                      | 共同制作：J.C.STAFF                                  |
| 2012年 | 8月              | 探偵オペラ ミルキィホームズ Alternative ONE & TWO | アニメーション スタジオ・ アートランド | 岩崎良明             | 渡辺秀信                      | 共同制作：J.C.STAFF                                  |
| 2013年 | 1月 - 3月        | 閃乱カグラ                                        | アニメーション スタジオ・ アートランド | 渡部高志             | 村岡康成                      |                                                      |
| 2014年 | 1月4日           | 蟲師 特別篇「日蝕む翳」                           | アニメーション スタジオ・ アートランド | 長濵博史             | 渡辺秀信                      |                                                      |
| 2014年 | 4月 - 6月        | 蟲師 続章                                         | アニメーション スタジオ・ アートランド | 長濵博史             | 渡辺秀信                      | 第1クール                                            |
| 2014年 | 8月              | 蟲師 続章                                         | アニメーション スタジオ・ アートランド | 長濵博史             | 渡辺秀信                      | 特別編                                               |
| 2014年 | 10月 - 12月      | 蟲師 続章                                         | アニメーション スタジオ・ アートランド | 長濵博史             | 渡辺秀信                      | 第2クール                                            |
| 2015年 | 10月 - 12月      | 小森さんは断れない!                               | アニメーション スタジオ・ アートランド | 今泉賢一             | 渡辺秀信                      |                                                      |
| 2017年 | 4月 - 7月        | sin 七つの大罪                                    | アニメーション スタジオ・ アートランド | よしもときんじ       | 渡辺秀信 河井敬介 森尻和明    | 共同制作：ティー・エヌ・ケー                         |

### OVA
| 発売年 | タイトル                                             |
| ------ | ---------------------------------------------------- |
| 1985年 | メガゾーン23                                         |
| 1989年 | 星猫フルハウス                                       |
| 1991年 | 迷走王ボーダー 社会復帰編                            |
| 1992年 | ハード&ルーズ 〜私立探偵・土岐正造トラブル・ノート〜 |
| 1998年 | 星みつる式 映像教育 秀逸ビデオシリーズ               |
| 1999年 | 卒業M〜オレ達のカーニバル〜                          |

### ゲーム
| 発売年 | タイトル                                 | 担当                           |
| ------ | ---------------------------------------- | ------------------------------ |
| 2011年 | 閃乱カグラ -少女達の真影-                | オープニングアニメーション制作 |
| 2012年 | 閃乱カグラ Burst -紅蓮の少女達-          | オープニングアニメーション制作 |
| 2013年 | 閃乱カグラ SHINOVI VERSUS -少女達の証明- | オープニングアニメーション制作 |
| 2014年 | デカ盛り 閃乱カグラ                      | オープニングアニメーション制作 |
| 2014年 | 閃乱カグラ2 -真紅-                       | オープニングアニメーション制作 |

### 制作協力
| 放送年 | タイトル                                                      |
| ------ | ------------------------------------------------------------- |
| 1978年 | 闘将ダイモス                                                  |
| 1979年 | 未来ロボダルタニアス                                          |
| 1980年 | 無敵ロボ トライダーG7                                         |
| 1980年 | 鉄腕アトム (アニメ第2作)                                      |
| 1982年 | 科学救助隊テクノボイジャー                                    |
| 1982年 | 超時空要塞マクロス                                            |
| 1983年 | 超時空世紀オーガス                                            |
| 1991年 | 少年アシベ                                                    |
| 1992年 | みかん絵日記                                                  |
| 1993年 | ムカムカパラダイス                                            |
| 1994年 | とんでぶーりん                                                |
| 1996年 | バケツでごはん                                                |
| 1997年 | セイバーマリオネットJ                                         |
| 1997年 | さくらももこ劇場 コジコジ                                     |
| 1997年 | 旭日の艦隊                                                    |
| 1998年 | セクシーコマンドー外伝 すごいよ!!マサルさん                   |
| 1998年 | 超速スピナー                                                  |
| 1999年 | ゴクドーくん漫遊記                                            |
| 1999年 | 星方天使エンジェルリンクス                                    |
| 1999年 | 今、そこにいる僕                                              |
| 1999年 | HUNTER×HUNTER                                                 |
| 1999年 | 頭文字D Second Stage                                          |
| 2000年 | 週刊ストーリーランド「余命半年」                              |
| 2000年 | アルジェントソーマ                                            |
| 2000年 | だぁ!だぁ!だぁ!                                               |
| 2000年 | ヴァンドレッド                                                |
| 2001年 | 地球少女アルジュナ                                            |
| 2001年 | 破邪巨星Gダンガイオー                                         |
| 2001年 | スターオーシャンEX                                            |
| 2001年 | ジーンシャフト                                                |
| 2001年 | ゴーゴー五つ子ら・ん・ど                                      |
| 2001年 | HELLSING                                                      |
| 2001年 | X -エックス-                                                  |
| 2001年 | PROJECT ARMS                                                  |
| 2001年 | 機動天使エンジェリックレイヤー                                |
| 2002年 | 天使な小生意気                                                |
| 2002年 | わがまま☆フェアリー ミルモでポン!シリーズ                     |
| 2002年 | ちょびっツ                                                    |
| 2002年 | G-onらいだーす                                                |
| 2002年 | Witch Hunter ROBIN                                            |
| 2002年 | 天地無用! GXP                                                 |
| 2002年 | まほろまてぃっく 〜もっと美しいもの〜                         |
| 2002年 | デュエル・マスターズ                                          |
| 2003年 | 京極夏彦 巷説百物語                                           |
| 2003年 | 妄想科学シリーズ ワンダバスタイル                             |
| 2003年 | TEXHNOLYZE                                                    |
| 2003年 | ガングレイヴ                                                  |
| 2003年 | 高橋留美子劇場                                                |
| 2003年 | 高橋留美子劇場 人魚の森                                       |
| 2003年 | なるたる                                                      |
| 2003年 | 円盤皇女ワるきゅーレ 十二月の夜想曲                           |
| 2004年 | GANTZ                                                         |
| 2004年 | 天上天下                                                      |
| 2004年 | 十兵衛ちゃん2 -シベリア柳生の逆襲-                            |
| 2004年 | スクールランブル                                              |
| 2004年 | BECK                                                          |
| 2004年 | メジャー                                                      |
| 2005年 | 絶対少年                                                      |
| 2005年 | トリニティ・ブラッド                                          |
| 2005年 | はっぴぃセブン 〜ざ・テレビまんが〜                           |
| 2006年 | BLOOD+                                                        |
| 2006年 | おろしたてミュージカル 練馬大根ブラザーズ                     |
| 2009年 | ファイト一発! 充電ちゃん!!                                    |
| 2009年 | 青い花                                                        |
| 2009年 | 君に届け                                                      |
| 2009年 | 11eyes                                                        |
| 2010年 | COBRA THE ANIMATION                                           |
| 2010年 | おおかみかくし                                                |
| 2010年 | 夢色パティシエール                                            |
| 2010年 | アマガミSS                                                    |
| 2010年 | 俺の妹がこんなに可愛いわけがない                              |
| 2010年 | 探偵オペラ ミルキィホームズ                                   |
| 2011年 | 魔法少女まどか☆マギカ                                         |
| 2011年 | スーパーロボット大戦OG -ジ・インスペクター-                   |
| 2011年 | フリージング                                                  |
| 2011年 | 電波女と青春男                                                |
| 2011年 | あの日見た花の名前を僕達はまだ知らない。                      |
| 2011年 | デッドマン・ワンダーランド                                    |
| 2011年 | 俺たちに翼はない                                              |
| 2011年 | セイクリッドセブン                                            |
| 2011年 | 快盗天使ツインエンジェル〜キュンキュン☆ときめきパラダイス!!〜 |
| 2011年 | THE IDOLM@STER                                                |
| 2011年 | 輪るピングドラム                                              |
| 2011年 | 僕は友達が少ない                                              |
| 2011年 | マケン姫っ!                                                   |
| 2011年 | ファイ・ブレイン 神のパズル                                   |
| 2012年 | アマガミSS+ plus                                              |
| 2012年 | アクセル・ワールド                                            |
| 2012年 | 恋と選挙とチョコレート                                        |
| 2012年 | 黒子のバスケ                                                  |
| 2012年 | さくら荘のペットな彼女                                        |
| 2013年 | 生徒会の一存 Lv.2                                             |
| 2013年 | 波打際のむろみさん                                            |
| 2013年 | 超速変形ジャイロゼッター                                      |
| 2013年 | 有頂天家族                                                    |
| 2013年 | サーバント×サービス                                           |
| 2013年 | ふたりはミルキィホームズ                                      |
| 2013年 | アウトブレイク・カンパニー                                    |
| 2013年 | フリージング ヴァイブレーション                               |
| 2014年 | 鬼灯の冷徹                                                    |
| 2014年 | ノーゲーム・ノーライフ                                        |
| 2014年 | 極黒のブリュンヒルデ                                          |
| 2014年 | ラブライブ!（第2期）                                          |
| 2015年 | 食戟のソーマ                                                  |
| 2015年 | ハロー!!きんいろモザイク                                      |
| 2015年 | GANGSTA.                                                      |
| 2016年 | ノルン+ノネット                                               |
| 2016年 | ハンドレッド                                                  |
| 2016年 | ラブライブ!サンシャイン!!                                     |

| 公開年 | タイトル                                     |
| ------ | -------------------------------------------- |
| 1984年 | 超時空要塞マクロス 愛・おぼえていますか      |
| 1986年 | スーパーマリオブラザーズ ピーチ姫救出大作戦! |
| 1988年 | 銀河英雄伝説 わが征くは星の大海              |
| 1994年 | 物部ドクトリン劇場 物部長穂博物館            |
| 2017年 | クレヨンしんちゃん 襲来!!宇宙人シリリ        |

| 発売年 | タイトル                                |
| ------ | --------------------------------------- |
| 1986年 | メガゾーン23 PART II 秘密く・だ・さ・い |
| 1988年 | 銀河英雄伝説                            |
| 1989年 | ぶっちぎり                              |
| 1989年 | 青き炎                                  |
| 1989年 | 恋子の毎日                              |
| 1991年 | バブルガム・クラッシュ!                 |
| 1991年 | ハード&ルーズ                           |
| 1993年 | ジェノサイバー 虚界の魔獣               |
| 1993年 | Southern Wind                           |
| 1994年 | GATCHAMAN                               |
| 1998年 | 学園ソドム                              |
| 2002年 | HUNTER×HUNTER ORIGINAL VIDEO ANIMATION  |
| 2003年 | HUNTER×HUNTER GREED ISLAND              |
| 2010年 | 異世界の聖機師物語                      |

### その他
| 年     | タイトル   | 備考                           |
| ------ | ---------- | ------------------------------ |
| 2007年 | 瀬戸の花嫁 | 動画協力、制作元請：GONZO、AIC |

## 関連人物
- 荒尾英幸
- 庵野秀明
- 池田重隆
- 石黒昇
- 板野一郎
- 今泉賢一
- 大庭小枝
- 小木曽伸吾
- 落合瞳
- 垣野内成美
- 清積紀文
- 工藤昌史
- 小関雅
- 坂井憲興
- 島田ひろかず
- 白井伸明
- 鈴木輪流郎
- そ〜とめこういちろう
- 高山文彦
- 田中将賀
- 鳥居貴史
- 中野英明
- なかの★陽
- 西森章
- 日向正樹
- 平野俊弘
- 美樹本晴彦
- 宮田亮
- 結城信輝
- 和田高明

## 参考資料
- WEBアニメスタイル
  - プロダクション探訪 第1回 アートランド（前編） 2007年1月9日
  - プロダクション探訪 第2回 アートランド（後編） 2007年1月10日